# La leggenda del Piave (film 1952)
La leggenda del Piave è un film del 1952 diretto da Riccardo Freda, liberamente ispirato all'omonima canzone di Ermete Giovanni Gaeta (noto con lo pseudonimo di E.A. Mario).

## Trama
Prima guerra mondiale. Il conte veneto Riccardo Dolfin si arruola nell'esercito al solo scopo di portare avanti dei traffici commerciali nelle retrovie. Quando la moglie Giovanna, fervente patriota, scopre le manovre del marito durante una visita a Verona, decide di lasciarlo. Ma gli austriaci forzano Caporetto e, mentre Giovanna tenta di rientrare a casa, oltre il Piave, si ritrova circondata dagli invasori.

## Produzione
Il film, dai toni patriottici, è ascrivibile al filone dei melodrammi sentimentali, comunemente detto strappalacrime, allora molto in voga tra il pubblico italiano, in seguito ribattezzato dalla critica con il termine neorealismo d'appendice.

## Distribuzione
Il film venne distribuito nel circuito cinematografico italiano nell'autunno del 1952.

## Critica
Il titolo del film di Riccardo Freda è ispirato alla celebre Leggenda del Piave, canzone scritta dal musicista napoletano Giovanni Gaeta e pubblicata nel 1918, che ispirò coraggio alle truppe italiane demoralizzate dalla disfatta di Caporetto dell'ottobre-novembre 1917. Riccardo Freda affrontò questo episodio storico - raramente trattato nel cinema italiano - senza il tono politicamente critico di un Francesco Rosi, né il tocco mezzo umoristico e mezzo tragico di un Mario Monicelli. Jacques Lourcelles ritiene che sia piuttosto un film formalmente molto ricco che prende in prestito dal melodramma, dai film d'avventura e dagli affreschi storici", il che corrisponde alla natura abituale di un regista che brilla soprattutto nelle scene d'azione e di movimento. "Il film non rifiuta il realismo, ma solo se ha una dimensione epica e va oltre l'aneddoto e la semplice verità di un momento, scrive Lourcelles.

## Opere correlate
La canzone di Gaeta era già stata trasposta al cinema all'epoca del muto con l'omonimo film diretto da Mario Negri nel 1924.